# Indigo Girls
Indigo Girls – amerykański zespół folkrockowy. Tworzy go żeński duet: Amy Ray i Emily Saliers.

## Pierwszy zespół koncertowy
- Gail Ann Dorsey – gitara basowa (1994)
- Sara Lee – gitara basowa (1991–1998)
- Jerry Marotta – bębny, perkusja (1992–1998)
- Scarlet Rivera – fidle (1992)
- Jane Scarpantoni – skrzypce (1992)

## Drugi zespół koncertowy
- Brady Blade – bębny (2002–04)
- Matt Chamberlain – bębny (2006–nadal)
- Blair Cunningham – bębny (2000)
- Caroline Dale – skrzypce (1999)
- Carol Isaacs – instrumenty klawiszowe, akordeon (1999–2007 i pojedynczy niedawny występ w Brighton)
- Clare Kenny – bas (1999–nadal)
- Caroline Lavelle – skrzypce (2000)
- John Reynolds – bębny (1999)
- Julie Wolf – instrumenty klawiszowe, akordeon (2008–nadal)

## Dyskografia

### Albumy
- Strange Fire (1987/1989) U.S. #159
- Indigo Girls (1989) U.S #22
- Nomads Indians Saints (1990) U.S #43
- Back on the Bus, Y'all (Live EP, 1991)
- Rites of Passage (1992) U.S #21
- Swamp Ophelia (1994) U.S #9, U.K #66
- 4.5 (składanka, tylko UK, 1995) U.K #43
- 1200 Curfews (Live, 1995) U.S #40
- Shaming of the Sun (1997) U.S #7, U.K #81
- Come On Now Social (1999) U.S #34
- Retrospective (zestawienie, 2000) U.S #128
- Become You (2002) U.S #30
- All That We Let In (2004) U.S #35
- Rarities (2005) U.S #182
- Despite Our Differences (2006) U.S #44
- Poseidon and The Bitter Bug (2009) U.S #29
- Holly Happy Days (2010)
- Staring Down The Brilliant Dream(2010)
- Beauty Queen Sister (2011)